# 톰스크현

톰스크현의 문장

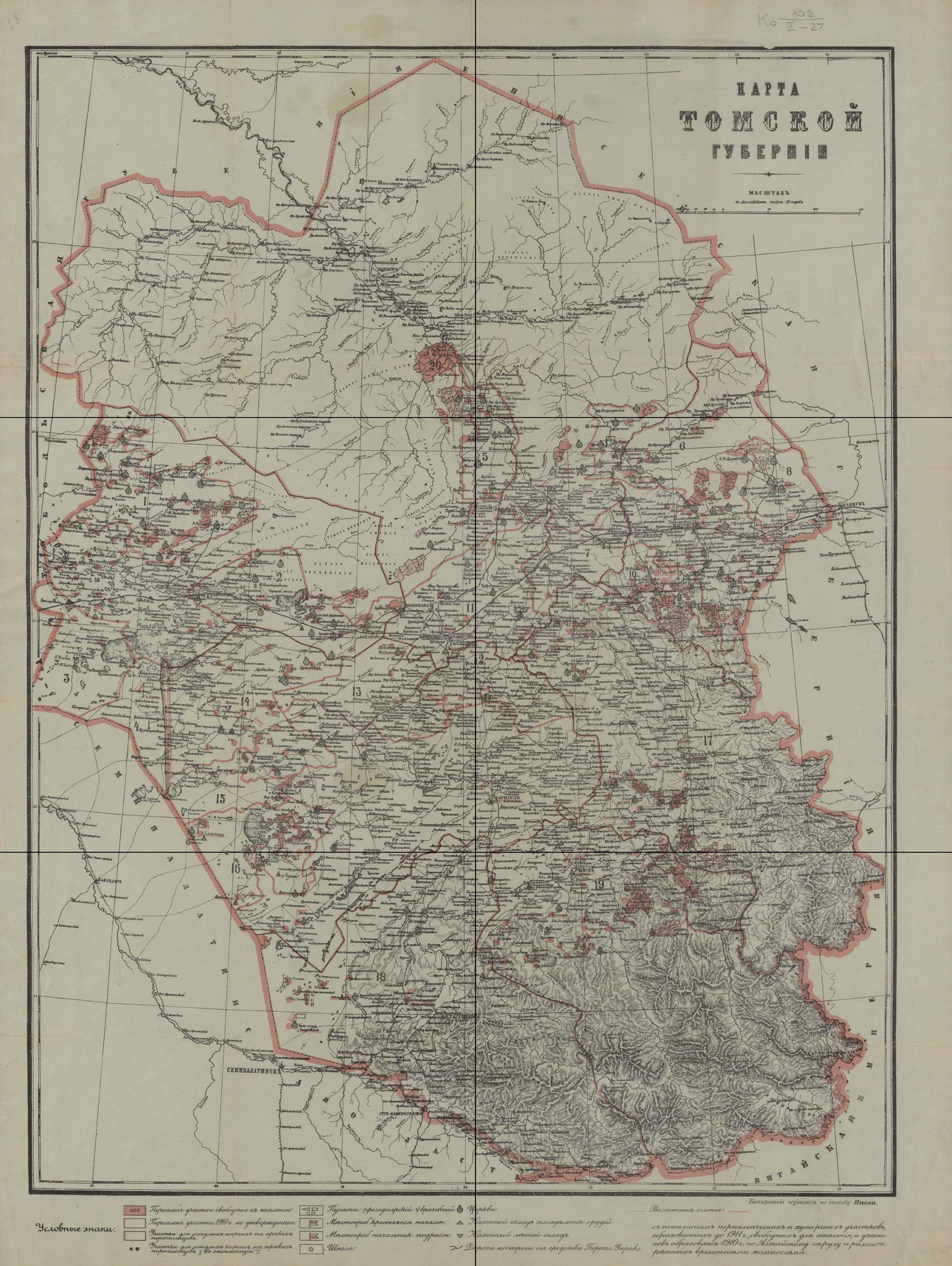
톰스크현의 지도

톰스크현(러시아어: Томская губерния)은 러시아 제국이 시베리아에 설치한 현이었다. 1804년 - 1925년까지 존재했고 중심지는 톰스크였다.
톰스크현은 일부가 토볼스크현으로 개편되었다. 알타이 지방, 케메로보주, 노보시비르스크주, 톰스크주, 동카자흐스탄주(카자흐스탄), 크라스노야르스크 지방의 일부가 톰스크현에 속했었다. 톰스크현은 비스키읍(Бийский), 예니세이스키읍(Енисейский), 카인스키읍(Каинский), 크라스노야르스키읍(Красноярский), 쿠즈네츠키읍(Кузнецкий), 나림스키읍(Нарымский), 톰스키읍(Томский), 투루한스키읍(Туруханский)이 위치해 있었다.
1829년 - 1910년의 톰스크현은 행정구역의 개편에 따라 면적이 조금씩 줄어들었다. 1905년에 인구는 2,327,500명, 면적은 847,328 km2였다.
1917년에 일부가 알타이현으로 개편되었다. 1919년에 톰스크현은 일부가 옴스크현으로 통합되었다. 1919년 12월 23일 - 1920년 3월 14일에는 톰스크현의 중심지를 노보시비르스크로 옮겼다. 1921년에는 톰스크현의 일부가 노보니콜라옙스크현으로 개편되었고, 1925년 5월 25일에 면적의 일부가 시비르 지방과 톰스크 자치구로 개편되었다. 1944년에는 톰스크현은 톰스크주로 개칭되었다.